# لوکاس توریرا
لوکاس سباستین توریرا دی پاسکوئا (اسپانیایی: Lucas Sebastián Torreira Di Pascua‎؛ زادهٔ ۱۱ فوریهٔ ۱۹۹۶) بازیکن فوتبال اهل اروگوئه است که برای باشگاه گالاتاسارای بازی می کند.
از باشگاه‌هایی که در آن بازی کرده‌است می‌توان به پسکارا، سمپدوریا، آرسنال و اتلتیکو مادرید اشاره کرد.